# Calle Becas
La calle Becas es una vía pública de la ciudad española de Sevilla.

## Descripción
La vía discurre desde la calle Jesús del Gran Poder hasta Lumbreras. Debe el título a un colegio y seminario de jesuitas que se conocía por el mismo nombre. Aparece descrita en la Noticia histórica del origen de los nombres de las calles de esta ciudad de Sevilla (1839) de Félix González de León con las siguientes palabras:

Calle de las Becas. Situada en el cuartel C. y en la parroquia de san Lorenzo. Se llama así por la inmediacion al colegio seminario de los Jesuitas conocido por las Becas. Nada tiene de particular. Tiene solo una ó dos casas de poca importancia, por que es un callejon escusado que vá desde la Alameda Vieja por el costado izquierdo de la Inquisicion, á la calle de las Lumbreras.
(González de León, 1839, p. 205)